# 扎尔肯特清真寺
扎尔肯特清真寺建筑与艺术博物馆位于哈萨克斯坦阿拉木图州扎尔肯特镇中心。1982年被列入哈萨克斯坦历史与文化遗迹加以保护。其建筑风格将中国传统的亭台楼阁与宣礼塔、新月结合在一起，被认为是“文明交汇融通的见证”。主厅可容纳约一千名信徒，建筑使用了大量的木雕和彩饰。拱门和墙壁表面提现了镂空工艺与艺术造诣。饰有花、鸟、鱼以及亦真亦幻的动物形象。宣礼塔被52根木柱环绕。檐部饰木雕。柱子用天山云杉木雕刻，木柱和其他木质部件没有使用钉子，清真寺的墙壁是用木板做的，屋顶是用锡做的。内部饰有阿拉伯文，也有民族饰品。寺院的东北方有一个小院子，而南方则是伊斯兰学校。清真寺整体被2.3米的石墙围绕，有南北两侧门。

## 历史

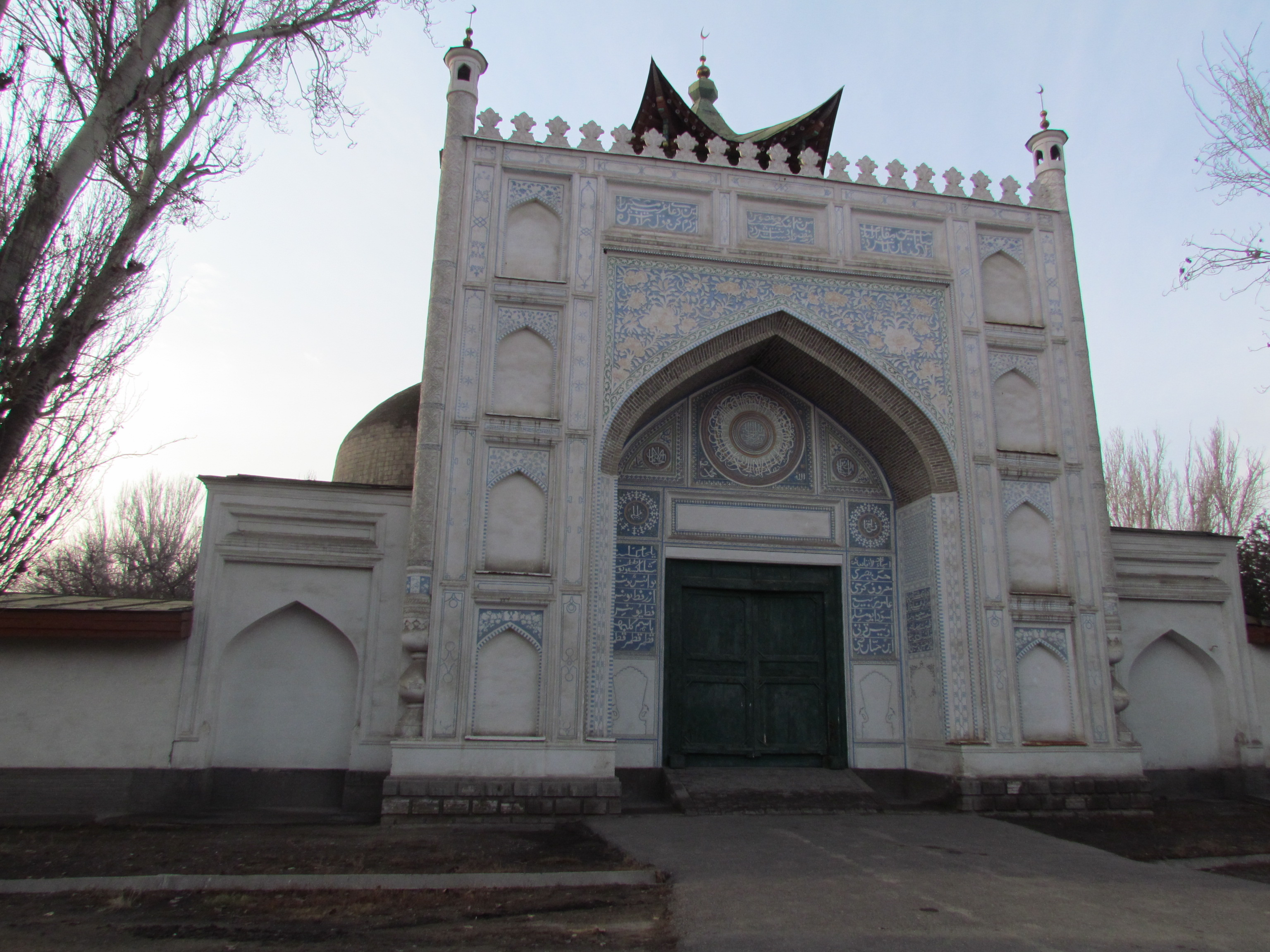
扎尔肯特清真寺正门

1887年，在一次穆斯林社区聚会中，维吾尔族商人瓦力阿洪·尤尔达舍夫提议集资修建清真寺，并得到支持。Hong Pique作为总设计、建筑师同工匠们一起修建了扎尔肯特清真寺，而装饰工作则是由Hong Pique与哈桑·伊玛诺夫、塔希尔·伊斯梅洛夫、纳斯列丁·卡拉、阿布都卡迪尔等当地艺术家共同完成的。他们说，中国的建筑师接受尤尔达舍夫的报价。在施工过程中，说不同语言的工匠组成了一个协作团队，团队里有精通汉语和多种突厥语族语言的翻译人员。寺主本想在他的家乡建一座中国风格的清真寺，但是当局不让他这样做。所以，他决定在俄罗斯帝国的土地上实现他的愿望。根据民间传说，Hong Pique回到北京后就被处决了，因为在天朝都找不到比扎尔肯特清真寺更漂亮的清真寺。
1910年当地发生了一次地震，清真寺的入口有所受损：两座装饰塔倒塌，拱顶脱落；因此通往屋顶的楼梯被关闭，正门也被关闭。1948年至1949年，第一次对清真寺进行了深入的研究后，开始受到当地政府的保护。1965年的飓风没能使它受损，它在不同的年代被当做仓库、粮仓，还住过人；随着时间的流逝，木质建筑物也在腐朽。对清真寺的第一次认真研究是在1969年，对其进行了工程学研究和学习。在1975年至1978年的修复工程期间，主管部门决定将它改造成与众不同的建筑与艺术博物馆。哈萨克苏维埃社会主义共和国部长会议主席拜肯·阿希莫夫曾签署了一项于1978年3月24日开放这座建筑与艺术博物馆的部长会议法令。2001年至2004年进行了部分重建，更新了屋顶，修整了正门。2008年，哈萨克斯坦共和国国家银行以扎尔肯特清真寺为图案，发行了500坚戈的纪念币。